# HMS Implacable (R86)
El HMS Implacable va ser un portaavions de la classe Implacable de la Royal Navy.

## Història
Va ser botat a les drassanes de Fairfield a Clydeside tres mesos abans que el seu germà, el, sent destinat a la Flota britànica del Pacífic. El seu primer oficial comandant va ser el capità Lachlan Mackintosh of Mackintosh, però va ser substituït pel capità Charles Hughes-Hallett abans de salpar cap a l'Extrem Orient.
En entrar en servei, el nou portaavions portà a terme diversos atacs contra el Tirpitz a finals de 1944. El 27 de novembre de 1944, els seus van bombardejar dos vaixells noruecs que transportaven presoners de guerra aliats, matant 2.571 a bord del Rigel, un dels majors desastres marítims de la història. Aparentment van ser confosos amb transports de tropes alemanys.
L'Implacable arribà a Sydney el 8 de maig de 1945 (el Dia de la Victòria a Europa). S'uní a l'esquadró de portaavions de la Flota britànica del Pacífic com a substitut del Illustrious, que havia de tornar al Regne Unit per sotmetre's a reparacions.
Entre els avions que portava a bord, l'Implacable operà Fairey Firefly, Supermarine Seafire i Grumman Avenger.
La seva primera operació al Pacífic va ser contra els aeròdroms japonesos a Truk, a les illes Carolines.
Va continuar a les aigües del Pacífic un cop la guerra havia acabat, sent la nau insígnia de Sir Philip Vian. Tornà a temps al Regne Unit per a la Desfilada de la Victòria.

### Esquadrons a bord
- 30a Ala Naval de Caces: 800 NAS, 801 NAS (1943 - 1945)
- 8è Grup Aeri: 801 NAS, 828 NAS, 880 NAS, 1771 NAS (1945)

Al març de 1945 portava 81 avions: 48 Seafires, 21 Avengers i 12 Fireflies.